# Рашель, Элиза
Элиза Рашель Феликс (фр. Elisa Rachel Felix; 21 февраля 1821, Мумпф, Аргау — 3 января 1858, Ле-Канне, департамент Приморские Альпы) — французская театральная актриса, известная как мадемуазель Рашель (Mademoiselle Rachel). Возродила на французской сцене классицистскую трагедию, обогатив её традиции элементами романтизма и психологизма. Её «коронной» ролью была Федра. 

## Биография
Э. Рашель родилась в бедной еврейской семье странствующих артистов и торговцев, выходцев из Эльзаса, в придорожном трактире, во время поездки из Германии во Францию. В 1827 году семья оседает в Лионе. Чтобы заработать немного денег, ещё ребёнком Элиза вместе со старшей сестрой пели на улицах и в кафе. Здесь её случайно услышал руководитель парижской школы пения Этьен Шорон и, покорённый чудесным голосом юной певицы, увёз её вместе с семьёй в Париж, где они поселились в еврейском квартале. 
В Париже Элиза заканчивает театральную школу, и в 1837 году впервые выходит на сцену в театре водевилей, вначале на вторых ролях. В 1838 году актриса уже выступает в «Комеди-Франсез», где добивается ошеломляющего успеха. Импресарио Э. Рашель выступает её отец, часто весьма завышая гонорары, что сказывалось негативно на отношении общества к актрисе.
Элиза вела бурную светскую жизнь, держала свой салон. У неё было двое сыновей (старший, Александр — от внебрачного сына Наполеона — Александра Колонна-Валевского; младший, Габриэль — от сына генерала Бертрана), между тем мадемуазель Рашель никогда не была замужем. Многочисленные любовные связи Рашель (в том числе с будущим Наполеоном III и его кузеном «Плон-Плоном») живо обсуждались парижским обществом. Актриса оказывала поддержку членам своей семьи — так, при помощи Элизы её сестра Лия (1830-1908) тоже стала актрисой и сделала удачную театральную карьеру.
Приняла христианство, однако знакомство во время революции 1848 г. с Ицхаком Кремьё пробудило в ней такой интерес к еврейству, что её малолетние сыновья прошли обряд обрезания.
После завершения революционных выступлений Э. Рашель отправляется на гастроли по Европе: в 1851 году актриса выступает в Лондоне перед королевой Викторией, в 1852 году — перед королём Пруссии Фридрихом Вильгельмом IV, который, восхищённый её талантом, приказал установить в Потсдаме ей памятник. В 1853—1854 году Рашель совершает большое турне по России, среди поклонников её таланта оказывается и император Николай I, пожелавший лично встретиться с актрисой. 
Зимняя поездка на восток оказалась крайне тяжёлым испытанием для здоровья, по возвращении в Париж Э. Рашель заболевает туберкулёзом. Когда в 1855 году она гастролирует в США и на Кубе, болезнь обостряется. В 1856 году актриса едет в жаркий Египет, затем долго живёт у друзей на юге Франции.
Лечение не дало результата. В возрасте 36 лет Рашель умерла на Ривьере, в Ле-Канне (недалеко от Канн). Попытки газетчиков опубликовать изображения умирающей актрисы породили дискуссию о праве на неприкосновенность частной жизни, которая завершилась введением этого понятия во французское законодательство.
Перед смертью выразила желание быть похороненной по еврейскому религиозному обряду. На похоронах надгробное слово на иврите произнёс главный раввин парижской консистории Исидор Лазар. Похоронена в Париже, в еврейской части кладбища Пер-Лашез.

## Творчество
Главная заслуга Э. Рашель перед французским театром XIX века состоит в том, что она сумела возродить на сцене классическую трагедию, великие драмы Корнеля и Расина. По замечанию Александра Герцена о французском театре 1840-х: «Только изредка…старик Корнель со стариком Расином величаво пройдут, опираясь на молодую Рашель и свидетельствуя в пользу своего времени». Великий артистический дар Э. Рашель также раскрывается следующими словами Герцена:
Она нехороша собой, невысока ростом, худа, истомлена; но куда ей рост, на что ей красота, с этими чертами резкими, выразительными, проникнутыми страстью? Игра её удивительна; пока она на сцене, что бы ни делалось, вы не сможете оторваться от неё; это слабое, хрупкое существо подавляет вас; я не мог бы уважать человека, который не находился бы под её влиянием во время представления. Как теперь, вижу эти гордо надутые губы, этот сжигающий быстрый взгляд, этот трепет страсти и негодования, который пробегает по её телу! А голос — удивительный голос! — он умеет приголубить ребёнка, шептать слова любви и душить врага; голос, который походит на воркование горлицы и на крик уязвлённой львицы.
В исполнении Рашель монументальные, идеализированные образы античных героинь наполнялись достоверностью и психологизмом. Актриса соединяла строгую пластическую отточенность форм с эмоциональной интенсивностью, наполняя роли живой, искренней экспрессией. При сохранении торжественной возвышенности классицизма её игра выявляла внутренние переживания персонажей, с акцентом на непосредственности их чувств. 
Искусством Рашель вдохновлялось следующее поколение актрис, и в частности Сара Бернар. Федра из трагедии Расина и собственно Рашель как самая знаменитая исполнительница этой роли не раз упоминаются в стихах Осипа Мандельштама.
- Прижизненный памятник в Потсдаме (1852)
- Рашель в своей коронной роли Федры
- Портрет в образе древнеримской героини Камиллы
- На гравюре Крихубера
- Вход в усыпальницу

- Камилла в драме «Гораций» Корнеля (1838)
- Аменаида в трагедии «Танкред» Вольтера (1839)
- Гермиона в трагедии «Андромаха» Расина (1840)
- Мария Стюарт в одноимённой трагедии Лебрена (1841)
- Фредегонда в одноимённой драме Лемерсье (1842)
- Федра в трагедии «Федра» Расина (1843)
- Маринетта в комедии «Любовная досада» Мольера (1844)
- Виргиния в трагедии Бернардена де Сен-Пьера (1845)
- Полина в драме «Мученик Полиевкт» Корнеля (1846)
- Гофолия в одноимённой трагедии Расина (1847)
- Юния в трагедии «Британик» Расина (1848)
- Лесбия в одноимённой комедии Армана Барте (1849)
- Фисба в одноимённой трагедии Теофиля де Вио (1850)
- Мадемуазель де Бель-Иль в одноимённой комедии Александра Дюма (1851)
- Химена в трагикомедии «Эль Сид» Пьера Корнеля (1852)
- Ариадна в одноимённой трагедии Тома Корнеля (1853)
- Екатерина II в одноимённой пьесе Ипполита Романа (1854)
- Лидия в пьесе «Гораций и Лидия» Франсуа Понсара (1855)